# 井田安寿
井田 安寿（いだ あんじゅ・3月1日生まれ）は、神奈川県出身の女優である。音楽座ミュージカル所属。血液型はO型。

## 人物
関東国際高等学校演劇科を卒業後、劇団四季に入団。同期に阿久津陽一郎らがいる。その後、さまざまなミュージカルに出演し、音楽座ミュージカルには2006年9月に参加。

## 主な出演

### 劇団四季
- コンタクト
- コーラスライン（マギー）
- エクウス（ジル・メイソン）
- 美女と野獣（アンサンブル）

### 音楽座ミュージカル
- メトロに乗って（お時）[4]
- 七つの人形の恋物語（ローラ・存在・マダムミュスカ）
- マドモアゼル モーツァルト（ケルビーノ）
- シャボン玉とんだ宇宙までとんだ（清水・春江）
- とってもゴースト（記者）
- 21C：マドモアゼル・モーツァルト（アンナ）
- リトルプリンス（花役・黄花）[5]
- アイ・ラブ・坊っちゃん（小鈴）
- 泣かないで（三浦マリ子・たえ子）
- SUNDAY（ギルビー）
  - SUNDAY（ブランチ 他）[6]